# Боттригари, Алессандро
Алессандро Боттригари (итал. Alessandro Bottrigari, Болонья, первая половина XV в. — Болонья, 18 марта 1505) — итальянский юрист и политик.

## Биография
Происходил из старой болонской семьи, многие представители которой стали известны на поприще юриспруденции, точная дата рождения неизвестна. В соответствии с семейными традициями, получил докторскую степень в области права, занялся адвокатской практикой и обрёл славу как «procurator et causidicus magnus», то есть «великий поверенный в делах и защитник в суде». Эта известность открыла Боттригари дорогу в общественную деятельность и к политическим должностям в Болонье. Его имя впервые появляется в источниках в 1440 году, когда Боттригари в качестве мэра Болонской коммуны подписал компромиссное соглашение с правящей семьей Фаэнцы Манфреди о реконструкции плотины в Серино к обоюдной выгоде.
Затем его имя вновь упоминается только в 1489 году, когда Боттригари был избран в число городских старейшин, в то время как один из сыновей автократичного правителя Болоньи Джованни Бентивольо — Аннибале — стал гонфалоньером. Только в последние годы своей жизни Боттригари смог занять политические должности, облечённые реальными полномочиями.
В 1496 году Боттригари купил дворец юриста Джованни да Имола, который отреставрировал и достроил. В 1498 году он оформил доверенность, на основании которой Джованни Бентивольо уполномочил Якопо де Гамбаро возобновить его кондотту на один год с Венецианской республикой.

### МеждуБентивольоиБорджиа
В 1501 году Алессандро был переизбран в число старейшин, и в апреле того же года был привлечён вместе с Альдрованди к переговорам с сыном Папы Римского Александра VI Чезаре Борджиа по прозвищу «Валентино», который угрожал наступлением на Болонью во главе папских войск. Немногим ранее тот потребовал уступки в пользу Папы Кастэль-Болоньезе, получив в ответ категорический отказ. Двое болонских послов должны были известить Валентино о твёрдом намерении города не уступать давлению, но в это же время, в результате использования военной хитрости, в руки Борджиа попали Кастель-Сан-Пьетро-Терме, Кастель-Фьюминезе и Кастель-Гвельфо-ди-Болонья. При получении известия об этих событиях Джованни Бентивольо решил начать переговоры, выразив готовность к уступке Кастэль-Болоньезе ради достижения мира.
Боттригари и Альдрованди получили все необходимые посреднические полномочия и 28 апреля 1501 года были приняты Чезаре Борджиа на вилле Фонтана близ Медичины, где в ходе переговоров смогли опереться на действия французских войск, появившихся в окрестностях Болоньи и готовых пресечь любые военные угрозы со стороны Папского престола в её направлении. Соглашение было быстро достигнуто, Бентивольо уступил Кастэль-Болоньезе, отдал Борджиа в трёхлетнюю кондотту сто человек, а также добился возвращения всех земель и замков, занятых ополчением Борджиа, и гарантии сохранения своего влияния в Болонье. Боттригари сопроводил представителя Борджиа Паоло Орсини в Болонью, где 1 мая 1501 года заключённые соглашения были подтверждены.
В 1502 году военная угроза со стороны Чезаре возобновилась, и Боттригари принял участие в новой дипломатической миссии, на сей раз непосредственно при дворе Папы Александра VI. 14 сентября 1502 года вместе с Франческо Фантуцци он отправился в Рим в качестве переговорщика, уполномоченного Советом старейшин и Шестнадцатью реформаторами, для встречи с Папой Александром VI, дабы отговорить того от изменения существующей в Болонье формы правления. Они прибыли к месту назначения 24 сентября 1502 года, и 26 сентября были приняты Папой. Переговорщики предложили понтифику просто подтвердить старый договор с Папой Николаем V и достигнутые годом ранее соглашения, обещая взамен от имени Болоньи быть верными подданными и вассалами. Александр VI ответил согласием сохранить привилегии за городом при условии отстранения от власти Джованни Бентивольо, обвинив того в вымогательствах, убийствах и в тиранических методах правления, а также в неуважении к Святому Престолу. После этой аудиенции делегаты встретились с послом Венеции в Риме Антонио Джустинианом с целью заручиться поддержкой, поскольку защита от посягательств сильных соседей общим интересом всех итальянских городов-государств. Джустиниан поддержал их в общем, не оказав реальной помощи. Из полученных затем писем Шестнадцати послы узнали о требовании к Джованни II приехать в Рим и его отказе подчиниться, а также о новой угрозе Болонье со стороны Папы. 21 октября 1502 г. был получен приказ Шестнадцати реформаторов делегатам немедленно оставить Рим. Хотя позднее этот приказ был отменён, 7 ноября 1502 года Боттригари со спутником вернулись в Болонью.
Вернувшись в Болонью, Боттригари и Фантуцци обнаружили, что переговоры с Чезаре Борджиа дали положительный результат: угрозу военного нападения на город удалось отвести. В ноябре 1502 года им поручили отправиться в Имолу с целью ускорить согласие Чезаре на утверждение достигнутого соглашения. Тот колебался, потребовав ещё один месяц на размышления, в связи с чем оба посла вновь отправились на встречу с ним, на сей раз в Чезену, где в декабре 1502 года заключили мирный договор, который предусматривал, среди прочих условий, брак одного из сыновей Джованни Бентивольо — Констанцо — с племянницей Папы Анджелой Борджиа.

### Последние годы
Чезенский договор стал последней дипломатической миссией состарившегося Алессандро Боттригари, который умер в Болонье 18 марта 1505 года. Похоронен в семейной капелле в церкви Св. Франциска.